# Квартет имени Бетховена
Госуда́рственный стру́нный кварте́т и́мени Бетхо́вена — один из старейших и наиболее авторитетных камерных ансамблей классической музыки в СССР.
Был основан в 1923 году выпускниками Московской консерватории скрипачами Дмитрием Цыгановым и Василием Ширинским, альтистом Вадимом Борисовским и виолончелистом Сергеем Ширинским. Имя Бетховена получил 14 марта 1931 года, до этого выступал как Квартет Московской консерватории. 24 октября 1923 года квартет впервые в СССР успешно исполнил Увертюру на еврейские темы С. С. Прокофьева. 27 ноября 1932 года в Москве ансамбль исполнил Увертюру на еврейские темы с участием автора — фортепиано и А. В. Володинина — кларнет. В 1935 и 1937 годах исполнение данного сочинения в указанном составе было записано на пластинки.
Квартет существовал около 50 лет, исполнил более 600 произведений, записал в студиях звукозаписи более 200 произведений мировой и русской классики. Особенно прочным и долгим было сотрудничество Квартета имени Бетховена с Дмитрием Шостаковичем, продолжавшееся с 1938 года до смерти композитора: Квартет был первым исполнителем большинства квартетов Шостаковича, который посвятил третий и пятый квартеты Квартету имени Бетховена в целом, а квартеты с одиннадцатого по четырнадцатый — каждому участнику Квартета в отдельности (11-й — В. Ширинскому, 12-й — Цыганову, 13-й — Борисовскому, 14-й — С. Ширинскому). Квартет прекратил своё существование в начале 1990-х годов.

## Состав
Первая скрипка:
- Дмитрий Цыганов (1923—1977)
- Олег Крыса (1977—1990)

Вторая скрипка:
- Василий Ширинский (1923—1965)
- Николай Забавников (1965—1990)

Альт:
- Вадим Борисовский (1923—1964)
- Фёдор Дружинин (1964—1987)
- Михаил Кугель (1988—1990)

Виолончель:
- Сергей Ширинский (1923—1974)
- Евгений Альтман
- Валентин Фейгин
- Урмас Таммик (1988—1990)